# Цуренко, Леся Викторовна
Леся Викторовна Цуренко (укр. Леся Вікторівна Цуренко; род. 30 мая 1989, Владимирец, Ровенская область) — украинская теннисистка; победительница четырёх турниров WTA в одиночном разряде.

## Общая биография
Одна из двух дочерей Виктора и Ларисы Цуренко. Отец некогда работал в международных организациях, связанных с атомной энергетикой, а мать была экономистом. Старшая сестра Оксана работает адвокатом.
Родилась в поселке городского типа Владимирец Ровенской области, УССР. Начала играть в теннис в шесть лет, при поддержке родителей.
Любимый удар — бэкхенд.

## Спортивная карьера

### Начало карьеры
Начала профессиональную карьеру в 2007 году. В сентябре того года впервые вышла в финал в одиночном и парном разрядах на турнирах из цикла ITF, сделав это на 10-тысячнике в Баку. Первый титул выиграла в мае на 10-тысячнике ITF в Адане. В сентябре 2008 года впервые победила в парных соревнованиях на 25-тысячнике в Алфен-ан-ден-Рейне, а в октябре также в парах взяла 50-тысячник в Подольске. В мае 2009 года выиграла в паре с британкой Наоми Кавадей ещё более статусный турнир из цикла ITF, победив на 100-тысячнике в Йоханнесбурге. В сентябре дебютировала в основных соревнованиях WTA-тура, пробившись через квалификацию на турнир в Ташкенте.
В январе 2011 года, пройдя три раунда квалификационного отбора Открытого чемпионата Австралии, впервые сыграла в основной сетке турнира серии Большого шлема и смогла дойти до второго раунда. В феврале впервые сыграла за сборную Украины в розыгрыше Кубка Федерации. В 2011 году Леся выиграла три турнира цикла ITF.
В феврале 2012 года впервые вышла в четвертьфинал турнира WTA, попав в эту стадию на зальном турнире в Мемфисе. В мае в мировом рейтинге впервые смогла попасть в топ-100.

### 2013—2016

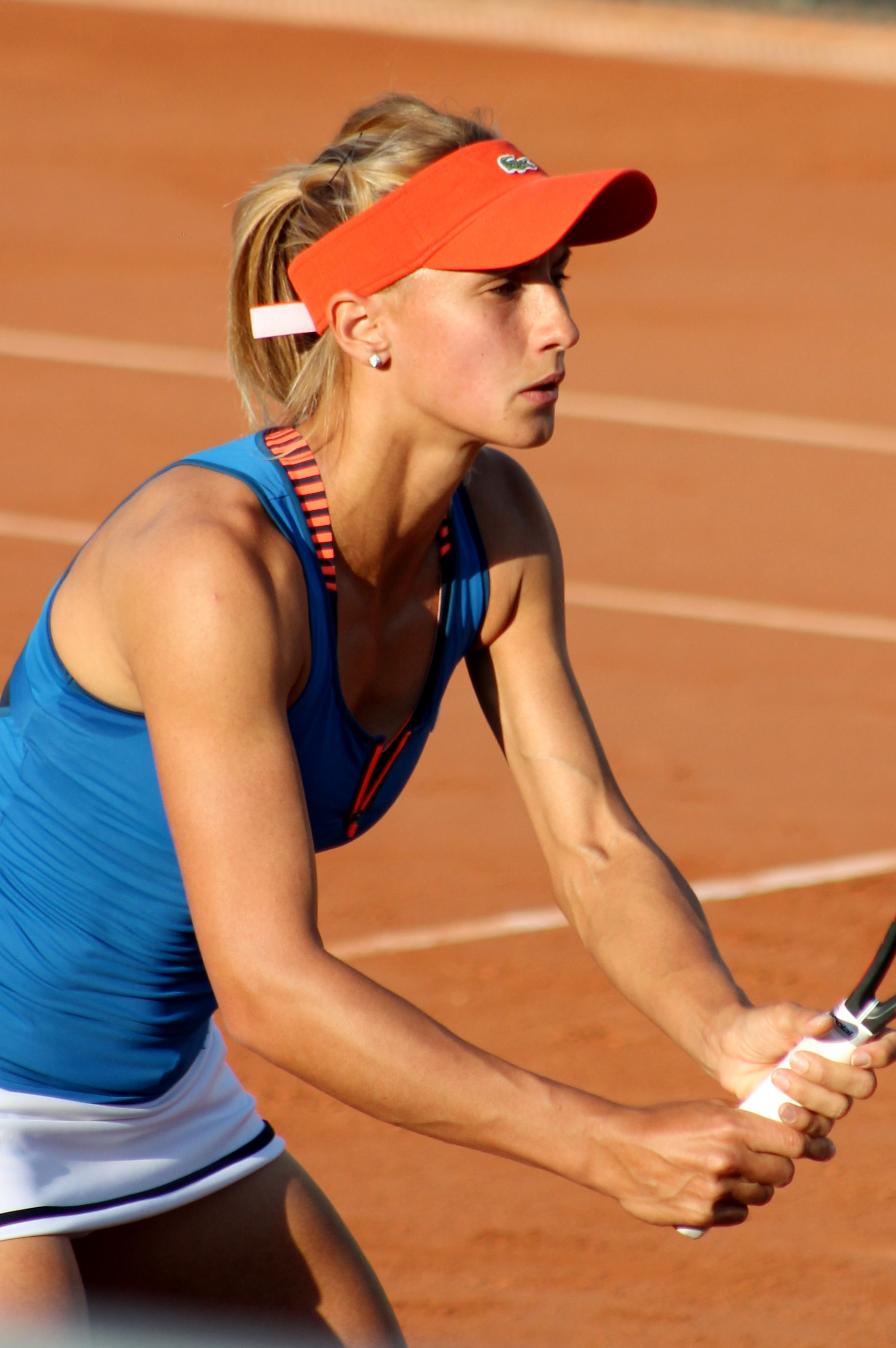
Цуренко на Открытом чемпионате Франции 2015 года

На старте сезона 2013 года в качестве лаки-лузера смогла попасть на турнир в Брисбене, где дошла до полуфинала. На Открытый чемпионат Австралии пробилась через квалификацию и смогла выиграть два матча, пройдя в третий раунд. В марте, также начав с квалификации, вышла в третий раунд престижного Премьер-турнира в Индиан-Уэлсе. В июне сыграла в четвертьфинале на траве в Хертогенбосе. В целом сезон провела довольно ровно. Всего в том году провела 53 встречи, 26 из которых — выиграла, а в 27 — уступила. В рейтинге стабильно заняла позицию во второй половине первой сотни.
В 2014 году её результаты немного ухудшились. Не всегда по рейтингу она попадала на турниры основного тура. В августе сыграла в финале 100-тысячника ITF в Ванкувере. В сентябре, начав свой путь с квалификации, смогла доиграть до полуфинала турнира в Ташкенте.
В 2015 году серьезно прибавила. В марте на турнире высшей категории из серии Премьер смогла выйти в четвертьфинал и с учётом матчей квалификации одержала шесть побед подряд. Во втором раунде того турнира впервые в карьере победила теннисистку из топ-10, нанеся поражение Андрее Петкович. В четвёртом раунде добавила к этому выигрыш у № 7 в мире Эжени Бушар. В июле добыла свою первую победу в WTA-туре: смогла победить на турнире в Стамбуле, отдав на пути к финалу лишь один сет, и в финале которого переиграла Урсулу Радваньскую — 7:5, 6:1.
В августе 2015 году на Премьер-турнире в Торонто смогла, начав с квалификации, дойти до четвертьфинала, попутно обыграв во втором раунде № 9 в мире Гарбинью Мугурусу. На турнире в Нью-Хейвене добилась выхода в полуфинал. Следующий полуфинал сыграла уже в октябре на турнире в Москве. За год прибавила более 60-ти позиций в рейтинге и заняла по итогам 2015 года 33-е место.
В 2016 году первый раз до четвертьфинала добралась в мае на турнире в Нюрнберге. На Открытом чемпионате США сумела выйти в четвёртый раунд. В сентябре выиграла второй турнир в туре, одержав победу на турнире в Гуанчжоу. В финале победила Елену Янкович 6:4, 3:6, 6:4. После этого вышла в четвертьфинал на турнире в Ташкенте.

### 2017—2020

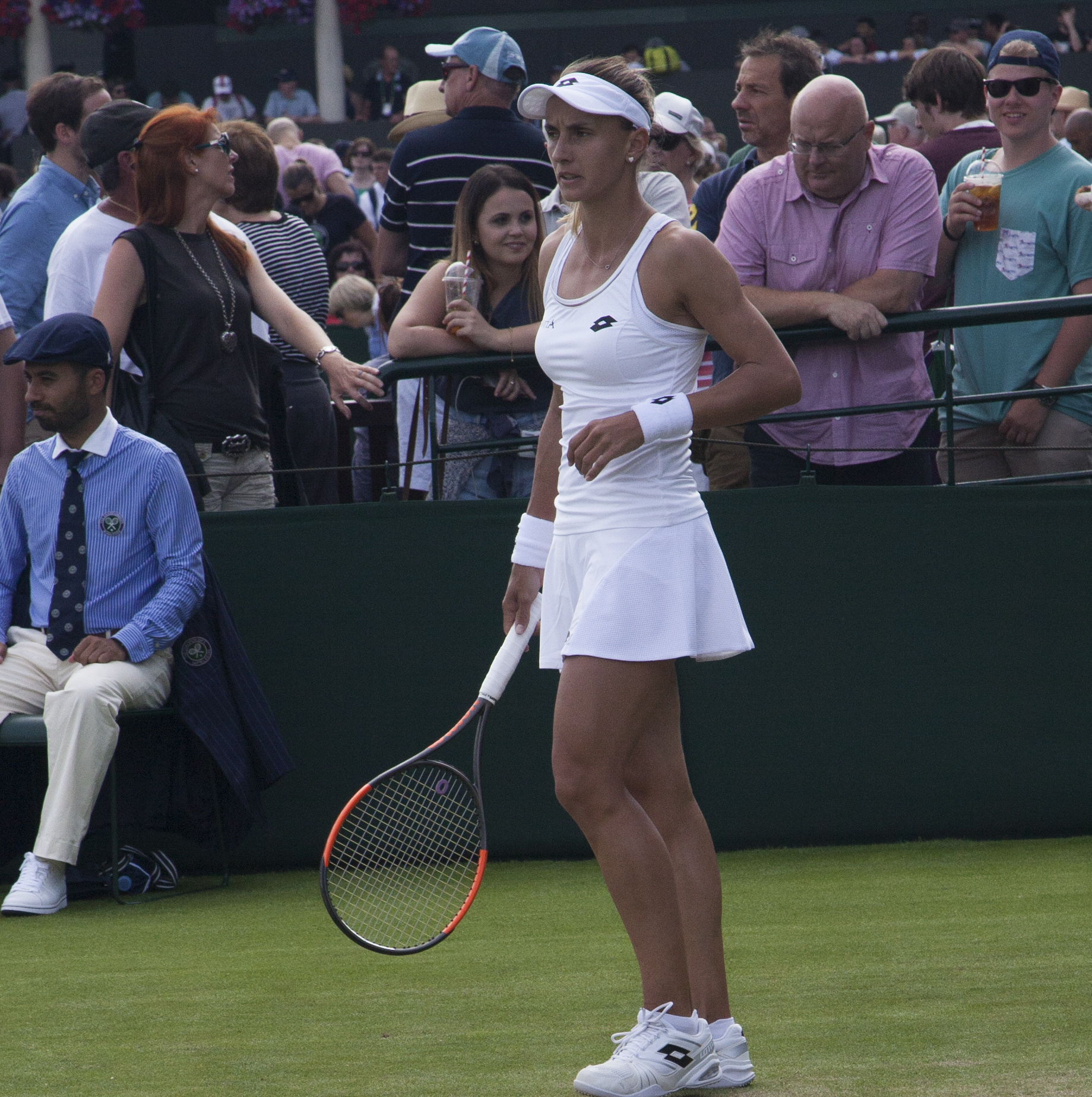
Цуренко на Уимблдонском турнире 2017 года

На первом для себя турнире в Хобарте сезона 2017 года смогла выйти в полуфинал, но не сыграла этот матч, снявшись с турнира. В начале марта произошла её третья победа на турнире WTA. Она выиграла турнир в мексиканском городе Акапулько. Примечательно, что походу турнира, соперницы Цуренко дважды отказывались от продолжения встречи. В финале Цуренко переиграла француженку Кристину Младенович — 6:1, 7:5. После этой победы у украинки произошёл серьезный спад и она проиграл семь матчей подряд. На Открытом чемпионате Франции она смогла выиграть два мата подряд и впервые пройти в третий раунд на этом турнире.
Перейдя в июне 2017 года на траву, вышла в полуфинал турнира в Хертогенбосе. На Уимблдонском турнире, как и на Ролан Гаррос, она впервые сыграла в третьем раунде. Лучшим результатом в летней хардовой части сезона для неё стал выход в четвертьфинал турнира в Станфорде. До конца сезона ещё раз смогла выйти в 1/4 финала — в октябре на турнире в Москве.
В январе 2018 года повторила полуфинал прошлого года на турнире в Хобарте, где уступила румынской теннисистке Михаэле Бузарнеску. В начале марта смогла защитить свой титул на турнире в Акапулько. Проиграла лишь один сет за весь турнир в финале, в котором победила Штефани Фёгеле со счётом 5:7, 7:6(2), 6:2. После того, как турнир переехал на хард в 2014 году, стала первой в истории соревнований теннисисткой, которая стала его победительницей дважды подряд. До Открытого чемпионата Франции выступала неудачно, а на кортах Ролан Гаррос смогла улучшить своё достижение для этого турнира и прошла в четвёртый раунд.
В июне 2018 года прошла в четвертьфинал турнира на траве в Бирмингеме. В августе на Премьер-турнире в Цинциннати она смогла выйти в четвертьфинал и переиграть во втором раунде № 9 в мире Гарбинью Мугурусу. На Открытом чемпионате США она впервые смогла выйти в четвертьфинал турнира серии Большого шлема. По ходу турнира смогла победить Алисон ван Эйтванк, вторую ракетку мира Каролину Возняцки, Катерину Синякову и Маркету Вондроушову. В 1/4 финала она проиграла итоговой победительнице турнира Наоми Осаке. Результат, достигнутый в США, позволил украинской теннисистке подняться в топ-30.
На старте сезона 2019 года на турнире в Брисбене сумела пробиться в финал. В решающем матче, в трёх сетах, она уступила чешской теннисистке Каролине Плишковой — 6:4, 5:7, 2:6. По полуфинале она смогла переиграть № 5 в мире Наоми Осаку — 6:2, 6:4. В середине февраля Цуренко достигла наивысшей строчки в рейтинга, заняв 23-е место. В мае на Ролан Гаррос она дошла до третьего раунда. Полностью сезон доиграть не смогла, получив травму локтя, Цуренко не играла с августа до конца года.
Возвращение на корт состоялось уже 2020 году. Набирая, игровую практику Цуренко выступал в том числе на турнирах из цикла ITF и феврале сыграла в финале 100-тысячника в Каире.

### 2021—2024
Леся Цуренко выиграла три матча в квалификации на турнире в Уимблдоне, Великобритания в 2021 году и вышла в основную сетку турнира, но не смогла продолжить свое участие в турнире Большого шлема. 
После двух побед в квалификации турнира WTA 250 в Клуже-Напока, Румыния проходившим с  25 по 31 октября 2021 года, украинка продлила свою успешную серию и пробилась в третий раунд в основе. 
В четвертьфинале Леся Цуренко уступила Ребекке Петерсон из Швеции в трех сетах. По итогам турнира в Румынии Леся Цуренко заработала 78 рейтинговых очков.
На турнире Истборне, Великобритания, проходившем с 19 по 25 июня 2022, Леся Цуренко выиграла 2 матча в квалификации и 3 матча в основной сетке турнира. Цуренко снялась с турнира перед четвертьфинальным матчем против Беатрис Аддад Майя из-за травмы правого локтя. По итогам Истборна Леся Цуренко заработала 125 рейтинговых очков.
Леся Цуренко вышла в финал турнира WTA 250 в Хуахине, который проходил с 30 января по 5 февраля 2023 года.
Леся шестой раз сыграет в финале турнира WTA и впервые с 2019 года. Все финалы Леся провела на открытом харде и в четырех первых одержала победы. Единственное поражение в решающем матче она потерпела в 2019 году в Брисбене от Каролины Плишковой . Леся Цуренко проиграла этот финал в Хуахине китайской теннисистке Чжу Линь. Леся Цуренко заработала 180 рейтинговых очков по итогам турнира в Хуахине.
Леся Цуренко приняла решение не выходить на матч против второй ракетки мира белоруски Арины Соболенко на турнире BNP Paribas Open который проходил в Индиан-Уэллсе, США с 8 по 19 марта 2023. Организаторы объявили об отказе украинки за несколько минут до начала встречи. По информации СМИ, официальная причина отказа: "по личным причинам". На данный момент не известно, связан ли отказ Цуренко с нежеланием играть именно против теннисистки из Беларуси. 
Леся Цуренко на турнире в Индиан-Уэллс стартовала в квалификации и выиграла четыре встречи, дойдя до третьего круга на этих кортах впервые с 2019 года. В сезоне 2023 Леся Цуренко в четвертый раз не смогла доиграть турнир и второй раз снялась до начала встречи .]
Леся Цуренко вышла в четвертый круг турнира Roland Garros, который проходил в Париже с 28 мая по 11 июня 2023 года.
Украинская теннисистка не смогла доиграть поединок из-за плохого самочувствия. При счете 1:4 Цуренко вызывала на корт врача, который измерил ей давление. Также по информации портала BTU.ORG.UA Леся перед матчем простудилась.
Леся Цуренко второй раз сыграла в четвертом круге Открытого чемпионата Франции и второй раз не смогла доиграть первый сет. В 2018 году она снялась после двух первых геймов стартового сета.
Благодаря выходу в четвертый круг в Париже украинская теннисистка заработала 240 000 евро призовых и 240 рейтинговых очков. В обновленном рейтинге WTA она вернется в топ-50 .
На турнире в Уимблдоне, проходившим с 3 по 16 июля 2023, в третьем туре Леся Цуренко обыграла Анну Богдан из Румынии.
Цуренко и Богдан провели на корте 3 часа 40 минут (самый продолжительный женский матч на нынешнем Уимблдоне) и обе по ходу матча обращались за помощью к физио из-за неудовлетворительного самочувствия. В концовке матча у Цуренко были заметны признаки судороги в ногах. Леся 11-й раз выступает в основной сетке турнира в Великобритании и впервые сыграет в 1/8 финала. Раньше её лучшим результатом здесь был третий круг в 2017 и 2022 годах .
В четвертом круге Леся Цуренко проиграла Джессике Пегуле (США, 4) в двух сетах. По итогам Уимблдона Леся Цуренко заработала 240 рейтинговых очков.
На турнире WTA 1000 в Ухане, который проходил с 7 по 13 октября 2024 года, Леся Цуренко выиграла два матча квалификации и матч первого тура. В концовке первого сета второго тура украинская теннисистка взяла медицинский тайм-аут, вероятно, из-за проблем с правым плечом, после которого приняла решение сняться с матча.
Леся Цуренко третий раз в 2024 году досрочно завершила борьбу: в мае она не доиграла матч второго круга на турнире WTA 1000 в Риме и матч первого круга на Ролан Гаррос .
Цуренко потерпела поражение в полуфинале турнира WTA 125 который проходил в Мидланде, США с 4 по 10 ноября 2024. Леся Цуренко боролась за свой первый финальный поединок с января 2023, когда она стала призером на турнире WTA 250 в Хуахине. В Мидланде украинка впервые в 2024 году выиграла три матча подряд в основной сетке соревнований . После турнира в Мидланде, США в ноябре 2024, Леся Цуренко не выступала на турнирах WTA.

## Итоговое место в рейтинге WTA по годам
| Год  | Одиночный рейтинг | Парный рейтинг |
| 2024 | 115               |                |
| 2023 | 31                |                |
| 2022 | 130               |                |
| 2021 | 119               | 806            |
| 2020 | 146               | 145            |
| 2019 | 70                | 142            |
| 2018 | 27                | 337            |
| 2017 | 42                | 164            |
| 2016 | 58                | 1 119          |
| 2015 | 33                | 354            |
| 2014 | 96                | 525            |
| 2013 | 70                |                |
| 2012 | 102               | 484            |
| 2011 | 120               | 213            |
| 2010 | 184               | 142            |
| 2009 | 265               | 127            |
| 2008 | 353               | 280            |
| 2007 | 663               | 844            |

## Выступления на турнирах

### Финалы турнировWTAв одиночном разряде (6)

#### Победы (4)
| Легенда:                    |
| --------------------------- |
| Турниры Большого шлема (0)* |
| Олимпиада (0)               |
| Итоговый турнир WTA (0)     |
| Premier 5 / WTA 1000 (0)    |
| Premier / WTA 500 (0)       |
| International / WTA 250 (4) |

| Титулы по покрытиям | Титулы по месту проведения матчей турнира |
| ------------------- | ----------------------------------------- |
| Хард (4)*           | Зал (0)                                   |
| Грунт (0)           | Зал (0)                                   |
| Трава (0)           | Открытый воздух (4)                       |
| Ковёр (0)           | Открытый воздух (4)                       |

* количество побед в одиночном разряде.
| №  | Дата             | Турнир                 | Покрытие | Соперница в финале  | Счёт           |
| 1. | 26 июля 2015     | Стамбул, Турция        | Хард     | Урсула Радваньская  | 7-5 6-1        |
| 2. | 24 сентября 2016 | Гуанчжоу, Китай        | Хард     | Елена Янкович       | 6-4 3-6 6-4    |
| 3. | 4 марта 2017     | Акапулько, Мексика     | Хард     | Кристина Младенович | 6-1 7-5        |
| 4. | 3 марта 2018     | Акапулько, Мексика (2) | Хард     | Штефани Фёгеле      | 5-7 7-6(2) 6-2 |

#### Поражения (2)
| №  | Дата           | Турнир             | Покрытие | Соперница в финале | Счёт        |
| 1. | 6 января 2019  | Брисбен, Австралия | Хард     | Каролина Плишкова  | 6-4 5-7 2-6 |
| 2. | 5 февраля 2023 | Хаухин, Таиланд    | Хард     | Чжу Линь           | 4-6 4-6     |

### Финалы турнировITFв одиночном разряде (13)

#### Победы (6)
| Легенда:                    |
| --------------------------- |
| 100.000 USD (0+1)*          |
| 80.000 (75.000)** USD (0)   |
| 60.000 (50.000)** USD (0+3) |
| 25.000 USD (4+4)            |
| 15.000 (10.000)** USD (2)   |

** призовой фонд до 2017 года
| Титулы по покрытиям | Титулы по месту проведения матчей турнира |
| ------------------- | ----------------------------------------- |
| Хард (3+4)*         | Зал (4+3)                                 |
| Грунт (2+2)         | Зал (4+3)                                 |
| Трава (0)           | Открытый воздух (2+5)                     |
| Ковёр (1+2)         | Открытый воздух (2+5)                     |

* количество побед в одиночном разряде + количество побед в парном разряде.
| №  | Дата             | Турнир               | Покрытие    | Соперница в финале | Счёт        |
| 1. | 4 мая 2008       | Адана, Турция        | Грунт       | Вивиан Сеньини     | 4-6 6-1 6-1 |
| 2. | 19 октября 2008  | Харьков, Украина     | Ковёр (зал) | Элина Гасанова     | 6-3 6-1     |
| 3. | 13 ноября 2010   | Минск, Беларусь      | Хард (зал)  | Ришел Хогенкамп    | 6-3 6-2     |
| 4. | 25 сентября 2011 | Тбилиси, Грузия      | Грунт       | Река-Луца Яни      | 7-6(3) 6-3  |
| 5. | 6 ноября 2011    | Стамбул, Турция      | Хард (зал)  | Ирина Хромачёва    | 6-1 7-5     |
| 6. | 20 ноября 2011   | Братислава, Словакия | Хард (зал)  | Каролина Плишкова  | 7-5 6-3     |

#### Поражения (7)
| №  | Дата             | Турнир            | Покрытие   | Соперница в финале | Счёт           |
| 1. | 8 сентября 2007  | Баку, Азербайджан | Грунт      | Тинатин Кавлашвили | 3-6 4-6        |
| 2. | 14 февраля 2010  | Стокгольм, Швеция | Хард (зал) | Оксана Любцова     | 4-6 5-7        |
| 3. | 7 марта 2010     | Минск, Беларусь   | Хард (зал) | Анна Лапущенкова   | 1-6 6-3 6-7(2) |
| 4. | 3 апреля 2011    | Ипсвич, Австралия | Хард (зал) | Салли Пирс         | 7-5 5-7 0-6    |
| 5. | 30 сентября 2012 | Телави, Грузия    | Грунт      | Элина Свитолина    | 1-6 2-6        |
| 6. | 3 августа 2014   | Ванкувер, Канада  | Хард       | Ярмила Гайдошова   | 6-3 2-6 6-7(3) |
| 7. | 16 февраля 2020  | Каир, Египет      | Хард       | Ирина-Камелия Бегу | 4-6 6-3 2-6    |

### Финалы турнировITFв парном разряде (16)

#### Победы (8)
| №  | Дата             | Турнир                        | Покрытие    | Партнёрша             | Соперницы в финале                         | Счёт              |
| 1. | 7 сентября 2008  | Алфен-ан-ден-Рейн, Нидерланды | Грунт       | Флоренсия Молинеро    | Воислава Лукич Дарья Юрак                  | 4-6 7-5 [10-7]    |
| 2. | 19 сентября 2008 | Карши, Узбекистан             | Хард        | Има Богуш             | Александра Колесниченко Альбина Хабибулина | 6-3 6-1           |
| 3. | 25 октября 2008  | Подольск, Россия              | Ковёр (зал) | Анастасия Полторацкая | Има Богуш Дарья Кустова                    | 7-6(7) 1-6 [10-3] |
| 4. | 5 апреля 2009    | Ханты-Мансийск, Россия        | Ковёр (зал) | Ксения Милевская      | Оксана Калашникова Валерия Савиных         | 6-2 6-3           |
| 5. | 3 мая 2009       | Йоханнесбург, ЮАР             | Хард        | Наоми Кавадей         | Кристина Кучова Анастасия Севастова        | 6-2 2-6 [11-9]    |
| 6. | 22 мая 2009      | Харьков, Украина              | Грунт       | Ксения Милевская      | Людмила Киченок Надежда Киченок            | 6-4 6-4           |
| 7. | 12 февраля 2010  | Стокгольм, Швеция             | Хард (зал)  | Ксения Милевская      | Ивонн Мойсбургер Никола Хофманова          | 6-4 7-5           |
| 8. | 14 августа 2010  | Казань, Россия                | Хард        | Екатерина Деголевич   | Ксения Палкина Альбина Хабибулина          | 6-2 6-3           |

#### Поражения (8)
| №  | Дата            | Турнир            | Покрытие   | Партнёрша             | Соперницы в финале                    | Счёт           |
| 1. | 7 сентября 2007 | Баку, Азербайджан | Грунт      | Катерина Ергина       | Василиса Давыдова Августа Цыбышева    | 5-7 6-4 [7-10] |
| 2. | 27 июня 2008    | Бреда, Нидерланды | Грунт      | Има Богуш             | Рене Рейнхард Даниэлла Хармсен        | Без игры       |
| 3. | 25 июля 2008    | Харьков, Украина  | Грунт      | Кристина Антонийчук   | Михаэла Бузарнеску Оксана Калашникова | 1-6 4-6        |
| 4. | 15 ноября 2008  | Минск, Беларусь   | Хард (зал) | Анастасия Полторацкая | Алиса Клейбанова Татьяна Пучек        | 1-6 2-6        |
| 5. | 9 мая 2010      | Джуния, Ливан     | Грунт      | Ксения Милевская      | Рената Ворачова Петра Цетковская      | 4-6 2-6        |
| 6. | 5 июня 2010     | Брно, Чехия       | Грунт      | Дарья Кустова         | Лаура Зигемунд Кармен Клашка          | Без игры       |
| 7. | 7 марта 2011    | Прага, Чехия      | Хард       | Ольга Савчук          | Дарья Кустова Арина Родионова         | 6-2 1-6 [7-10] |
| 8. | 1 апреля 2012   | Оспри, США        | Грунт      | Александра Панова     | Линдсей Ли-Уотерс Меган Мултон-Леви   | 6-2 4-6 [7-10] |

## История выступлений на турнирах
По состоянию на 18 марта 2024 года
Для того, чтобы предотвратить неразбериху и удваивание счета, информация в этой таблице корректируется только по окончании участия там данного игрока.
| Турнир                       | 2010  | 2011  | 2012  | 2013  | 2014  | 2015  | 2016  | 2017  | 2018  | 2019  | 2020  | 2021  | 2022  | 2023  | 2024  | Итог   | В/П за карьеру |
| ---------------------------- | ----- | ----- | ----- | ----- | ----- | ----- | ----- | ----- | ----- | ----- | ----- | ----- | ----- | ----- | ----- | ------ | -------------- |
| Турниры Большого шлема       |       |       |       |       |       |       |       |       |       |       |       |       |       |       |       |        |                |
| Открытый чемпионат Австралии | -     | 2Р    | 2Р    | 3Р    | 1Р    | 1Р    | 1Р    | 1Р    | 2Р    | 2Р    | 1Р    | К     | 1Р    | 1Р    | 3Р    | 0 / 13 | 8-13           |
| Открытый чемпионат Франции   | К     | К     | 1Р    | 1Р    | К     | 1Р    | 1Р    | 3Р    | 4Р    | 3Р    | К     | К     | 1Р    | 4Р    |       | 0 / 9  | 10-9           |
| Уимблдонский турнир          | К     | 1Р    | 1Р    | 2Р    | 2Р    | 2Р    | 1Р    | 3Р    | 2Р    | 1Р    | НП    | К     | 3Р    | 4Р    |       | 0 / 11 | 11-11          |
| Открытый чемпионат США       | К     | К     | 1Р    | 1Р    | 1Р    | 2Р    | 4Р    | 1Р    | 1/4   | -     | -     | К     | 1Р    | 2Р    |       | 0 / 9  | 9-9            |
| Итог                         | 0 / 0 | 0 / 2 | 0 / 4 | 0 / 4 | 0 / 3 | 0 / 4 | 0 / 4 | 0 / 4 | 0 / 4 | 0 / 3 | 0 / 1 | 0 / 0 | 0 / 4 | 0 / 4 | 0 / 1 | 0 / 42 |                |
| В/П в сезоне                 | 0-0   | 1-2   | 1-4   | 3-4   | 1-3   | 2-4   | 3-4   | 4-4   | 9-4   | 3-3   | 0-1   | 0-0   | 2-4   | 7-4   | 2-1   |        | 38-42          |

К — проигрыш в квалификационном турнире.